# Estadio Dr. Nicolás Léoz
Het Estadio Dr. Nicolás Léoz is een multifunctioneel stadion in Asuncion, een stad in Paraguay. De bijnaam van het stadion is 'La Huerta'. Het stadion is vernoemd naar Nicolás Leoz Almirón (1928–2019), hij was van 1986 tot en met 2013 president van de CONMEBOL.
Het stadion wordt vooral gebruikt voor voetbalwedstrijden, de voetbalclub Club Libertad maakt gebruik van dit stadion. In 2015 was er ook het Zuid-Amerikaans kampioenschap voetbal onder 17. In het stadion is plaats voor 12.000 toeschouwers. Het stadion werd geopend in 2005.